# Roland Pfefferkorn
Roland Pfefferkorn ist ein französischer Soziologe. Er lehrte seit Januar 2009 als Professor an der Universität Straßburg.

## Leben
Pfefferkorn engagiert sich in verschiedenen sozialen Initiativen. Gemeinsam mit Alain Bihr informiert er, für Ras l'front über den Front National, welcher gerade im Elsass überproportionale Stimmengewinne erzielt. Die Themen Faschismus und Rechtspopulismus gehören zu seinen Arbeitsfeldern. Während der Studentenproteste 2009 in Frankreich solidarisierte er sich als Dozent gemeinsam mit Paul Dumont mit den Studierenden der Universität Straßburg.

## Forschung
Einen Schwerpunkt der Forschung nimmt bei Pfefferkorn die Untersuchung sozialer Ungleichheit in Frankreich ein. Arbeitsfelder sind unter anderem die Unterschiede zwischen Männern und Frauen sowie Klassen-, Geschlechter-, Generationen- und Rassenwidersprüche.
Pfefferkorn publiziert regelmäßig in den französischen Zeitschriften: La Marseillaise, Libération, L’Humanité und Le Monde diplomatique.

## Publikationen (Auswahl)
- gemeinsam mit Alain Bihr, Le Système des inégalités, Paris 2008.
- Inégalités et rapports sociaux. Rapports de classe, rapports de sexe, Paris 2007.
- gemeinsam mit Alain Bihr, Hommes-Femmes, quelle égalité? Paris 2002.
- La résistance allemande contre le nazisme, Strasbourg 1998.

## Belege
1. ↑  Elsaß/Alsace: Ras l'front gegen Front National (Memento des Originals vom 5. Mai 2007 im Internet Archive)  Info: Der Archivlink wurde automatisch eingesetzt und noch nicht geprüft. Bitte prüfe Original- und Archivlink gemäß Anleitung und entferne dann diesen Hinweis. in Antifaschistische Nachrichten in: Nr. 7, 1999
2. ↑  Austria’s fascination with Jörg Haider in: Le Monde diplomatique
3. ↑  Universität „extra muros“, oder: das Prinzip des aktiven Streiks, vom 17. Februar 2009 (abgerufen am 6. Januar 2010) (Memento des Originals vom 28. Dezember 2009 im Internet Archive)  Info: Der Archivlink wurde automatisch eingesetzt und noch nicht geprüft. Bitte prüfe Original- und Archivlink gemäß Anleitung und entferne dann diesen Hinweis.

| Personendaten    | Personendaten           |
| ---------------- | ----------------------- |
| NAME             | Pfefferkorn, Roland     |
| KURZBESCHREIBUNG | französischer Soziologe |
| GEBURTSDATUM     | 20. Jahrhundert         |